# Christophe Charrier
Christophe Charrier (Tolone, 1980) è un regista e sceneggiatore francese.

## Biografia
Ha iniziato la sua carriera nel mondo del cinema come assistente alla produzione di Jacques Audiard, Christophe Honoré, Patrice Leconte e Anne Fontaine. Nel 2003, è entrato a far parte della società PAF productions, fondata da Marc-Olivier Fogiel, come direttore di produzione. Nel 2006 ha iniziato a lavorare per 3e œil productions, per la quale nel 2009 ha costituito, assieme a Pierre-Antoine Capton, la filiale Hide Park Productions, dove ha prodotto videoclip per i cantanti Alex Beaupain, Benjamin Siksou ed Emmanuel Moire.
Nel 2008, ha diretto il suo primo cortometraggio, Les attractions désastre con Audrey Dana. Nel 2013 ha diretto Boys band theorie, con Cyril Descours e Benjamin Siksou, progetto finanziato grazie al crowdfunding. Nel 2018, ha diretto il suo primo lungometraggio Jonas, con Félix Maritaud, Marie Denarnaud e Aure Atika, che ha vinto tre premi al Festival de la fiction TV di La Rochelle: miglior film TV, miglior regista e migliore musica per Alex Beaupain. Il film, trasmesso su arte, è stato visto da più di un milione di telespettatori ed è stato apprezzato dalla critica.

## Filmografia

### Regista
- Les attractions désastre, cortometraggio (2008)
- Boys Band Theorie, cortometraggio (2013)
- Le Père, telefilm (2014)
- Jonas, telefilm (2018)

### Sceneggiatore
- Les attractions désastre, cortometraggio (2008)
- Boys Band Theorie, cortometraggio (2013)
- Jonas, telefilm (2018)

### Clips
- I Want to Go Home di Alex Beaupain (2009)
- My Eternity di Benjamin Siksou (2011)
- Grands Soirs di Alex Beaupain (2013)
- Ne s'aimer que la nuit di Emmanuel Moire (2013)
- Venir voir di Emmanuel Moire (2014)
- Bienvenue di Emmanuel Moire (2015)
- Van Gogh di Alex Beaupain (2016)
- Loin di Alex Beaupain (2016)